# Rothmannia octomera
Rothmannia octomera är en måreväxtart som först beskrevs av William Jackson Hooker, och fick sitt nu gällande namn av Folke Fagerlind. Rothmannia octomera ingår i släktet Rothmannia och familjen måreväxter. Inga underarter finns listade i Catalogue of Life.